# Conchylia nymphula
Conchylia nymphula är en fjärilsart som beskrevs av Antonius Johannes Theodorus Janse 1934. Conchylia nymphula ingår i släktet Conchylia och familjen mätare. Inga underarter finns listade i Catalogue of Life.